# The Honeymoon Killers
The Honeymoon Killers — американская группа, игравшая в жанре нойз-рок. Образовалась в Нью-Йорке в 1984 году. Название группа взяла из американского фильма «Убийцы медового месяца». Группа была основана Джерри Тиллом и Лизой Уэллс, и позже к ним подключились Майкл О'Нил и Клэр Лоренс-Слейтер. Звук The Honeymoon Killers часто сравнивают с творчеством The Cramps, которыми восхищался Тил. Группа распалась в 1994 году, после ухода Тила в Chrome Cranks.

## Дискография

### Студийные альбомы
- The Honeymoon Killers from Mars (1984, Fur Records)
- Love American Style (1985, Fur Records)
- Let It Breed (1986, Fur Records)
- Turn Me On (1988, Buy Our Records)
- Hung Far Low (1991, Fistpuppet)

### Мини-альбомы
- Take It Off! (1989, Buy Our Records)
- 'Til Death Do Us Part (1990, King Size Records)

### Синглы
- «Get It Hot» (1989, Sub Pop)
- «Smells Like Bi-Fi» (1991)
- «Kansas City Milkman» (1991, Insipid Vinyl)
- «Live» (1991)
- «Vanna White (Goddess of Love)» (1991, Sympathy for the Record Industry)

### Сборники
- «Sing Sing (1984-1994)» (1997, Sympathy for the Record Industry)